# Pandora (fleuve)
Pour les articles homonymes, voir Pandora.
Le fleuve Pandora  (en anglais : Pandora River) est un cours d’eau de la région du Fiordland, dans l’Île du Sud de la  Nouvelle-Zélande.

## Géographie
Elle prend naissance au sud du Mont ‘Namu’ et s’écoule vers le nord –ouest pour se jeter dans Thompson Sound .